# Salomon Garf

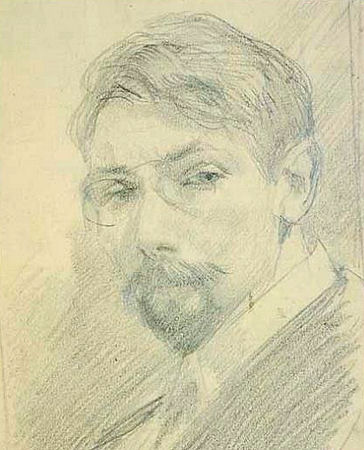
Selbstporträt 1914

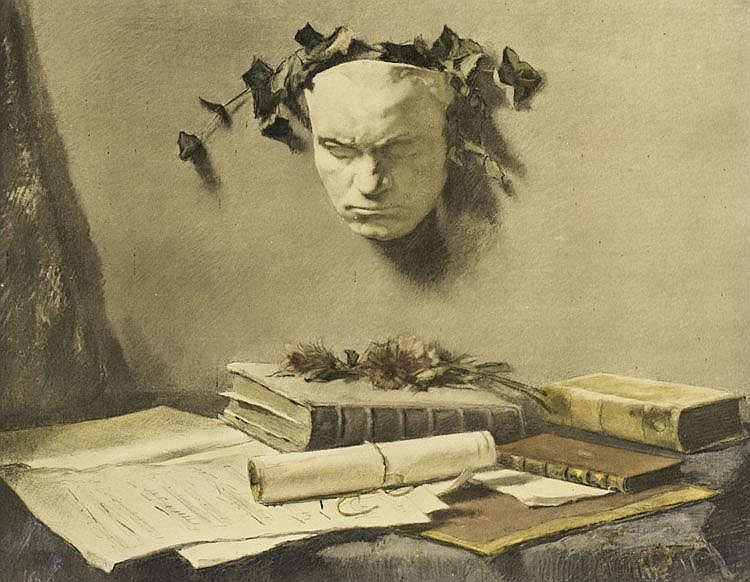
Stillleben mit Beethoven-Totenmaske

Salomon Garf (* 6. Dezember 1879 in Amsterdam; † 27. August 1943 im KZ Auschwitz) war ein niederländischer Maler und Grafiker. Er war bekannt für seine Porträts und Stillleben.
Er wurde in einer Familie jüdischer Diamantenhändler als ein Sohn von Emanuel Garf und Sophia Kok geboren. Anstatt im Familienbetrieb zu arbeiten, wählte er eine Karriere in der Kunst und studierte am Institut für angewandte Kunstpädagogik (1892–1895), an der Nationalen Normalakademie für angewandte Kunst (1895–1899) und an der Rijksakademie van beeldende kunsten (1899–1905) bei August Allebé, Carel Dake und Nicolaas van der Waay. 1904 wurde er für den Prix de Rome nominiert, aber der Preis ging an Jan Sluijters.
Nach seinem Abschluss zog er 1905 in die Künstlerkolonie Laren und heiratete dort zwei Jahre später Cosette Eva Baszanger (1882–1928). 1914 gewann er den Willink-van-Collen-Preis. Im selben Jahr zog er mit seiner Familie nach Amsterdam zurück. In Laren malte er meist ländliche Innenräume und Stillleben. Nachdem er sich in Amsterdam etabliert hatte, malte er hauptsächlich Porträts und Innenszenen mit elegant gekleideten Damen. Seine Frau starb 1928, und er heiratete nie wieder.
Er wurde Mitglied von der Kunstenaarsvereniging Sint Lucas und der Arti-et-Amicitiae-Gesellschaft und erhielt 1933 die goldene Medaille der Königin Wilhelmina. 1938 wurde er Mitglied des Arti et Amicitiae-Vorstands, wurde jedoch 1941 auf Anordnung des deutschen Besatzungsbehörden aus der Organisation ausgeschlossen. Dennoch wurde noch 1942 Garfs beschlagnahmtes Bild Stilleven met doodskop bei der Ordnungspolizei in Den Haag abgeliefert, um dort aufgehängt zu werden.
Garf tauchte unter, wurde im Widerstand aktiv und half dabei, falsche Kennkarten herzustellen. Am 6. August 1943 wurde er verhaftet und vom Durchgangslager Westerbork nach KZ Auschwitz gebracht und dort ermordet. Sein Sohn, der Pressephotograph André Emanuel Garf (* 1908), war schon im Jahr zuvor in Auschwitz getötet worden. Seine Schüler konnten die Werke des Künstlers aus dem Atelier retten, bevor sie von den Nazi-Behörden beschlagnahmt wurden.